# Hexatriynyle
L’hexatriynyle est un radical organique de formule H–C≡C–C≡C–C≡C•. L'électron célibataire est situé à l'opposé de l'atome d'hydrogène. Cette espèce chimique a été étudiée aussi bien expérimentalement que numériquement dès le début des années 1990,.
L'anion d'hexatryine C6H− a été détecté pour la première fois en 2006 dans le milieu interstellaire à l'observatoire de Green Bank, devenant le premier anion détecté dans l'espace. On pensait alors que les anions étaient instables dans un tel environnement en raison de l'abondance de rayonnement ultraviolet, qui déplace les électrons de ce genre de composés.